# Lancaster County, Virginia
Lancaster County är ett administrativt område i delstaten Virginia, USA, med 11 391 invånare. Den administrativa huvudorten (county seat) är Lancaster. 

## Geografi
Enligt United States Census Bureau så har countyt en total area på 599 km². 345 km² av den arean är land och 254 km² är vatten.      

### Angränsande countyn
- Richmond County - nordväst
- Northumberland County - norr
- Middlesex County - syd och sydväst